# NASA Astrobiology Institute
Das NASA Astrobiology Institute (NAI) ist eine 1998 von der National Aeronautics and Space Administration gegründete Forschungseinrichtung, mit dem Ziel, die Astrobiologie und ihr dienende Raumflugmissionen voranzutreiben.
Das NAI ist eine virtuelle Organisation; seine 700 Mitglieder sind Angehörige von etwa 150 verschiedenen Einrichtungen (Stand: Januar 2009) und in 14 Forschungsgruppen organisiert. Der Direktor und eine kleine Kernmannschaft haben ihren Arbeitsplatz im Ames Research Center in Mountain View, Kalifornien. Das Institut hat ein Budget von 16 Millionen US-Dollar (2008).
Am 2. Dezember 2010 verkündete das Institut, dass es die ersten Organismen entdeckt hat, die Arsen verstoffwechseln können. Die Mikroorganismen GFAJ-1 wurden von den Forschern im Mono Lake im US-Bundesstaat Kalifornien gefunden.